# Kloster Reisach

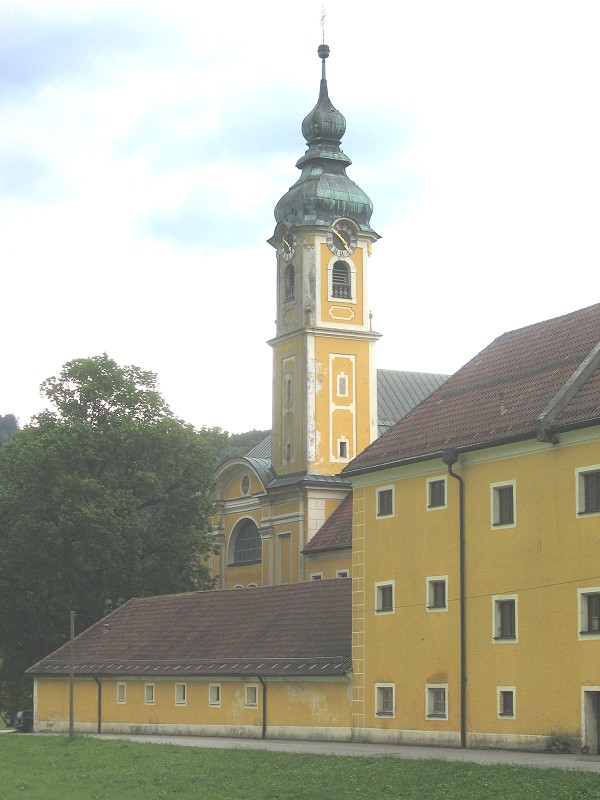
Kloster Reisach

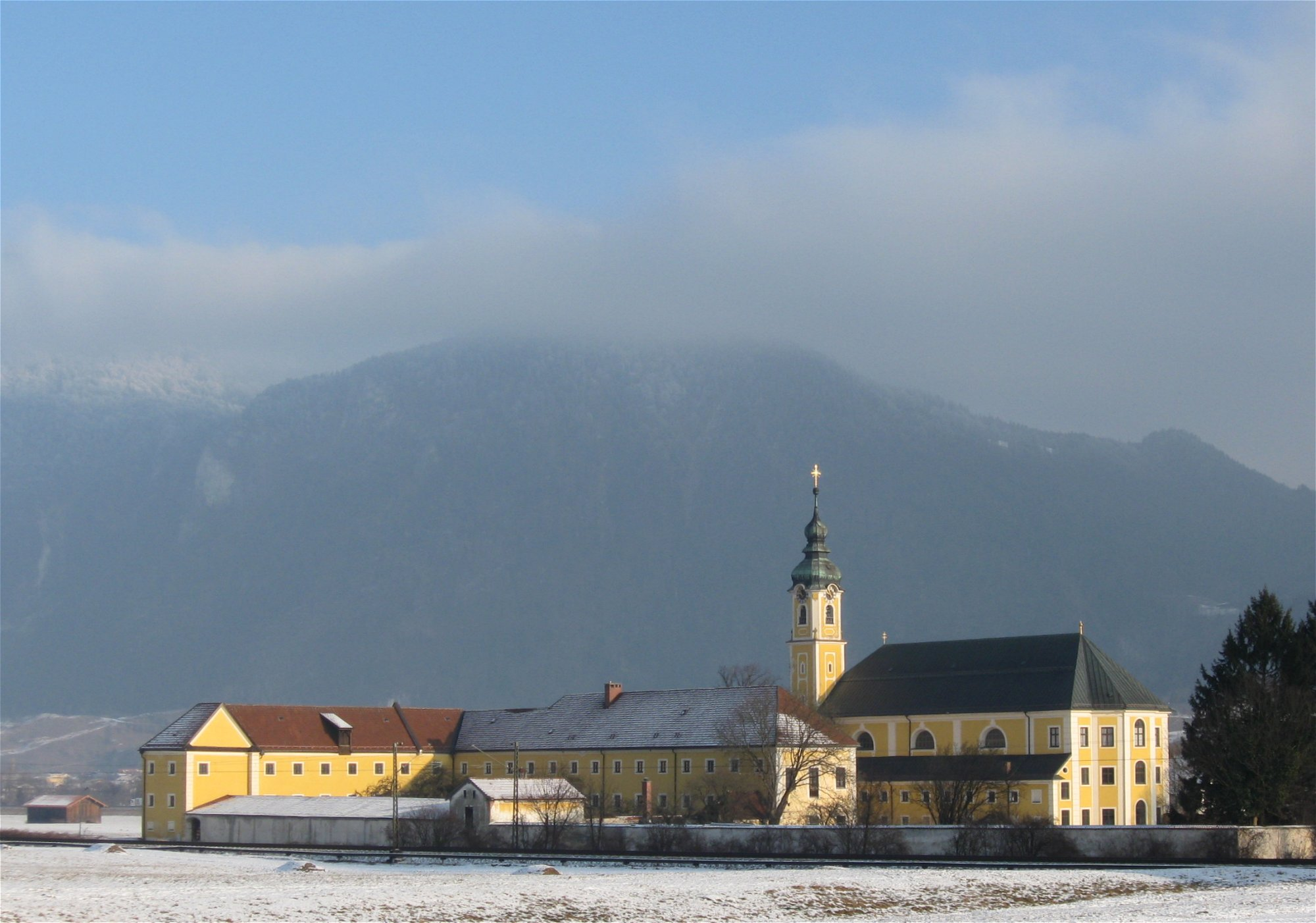
Kloster Reisach

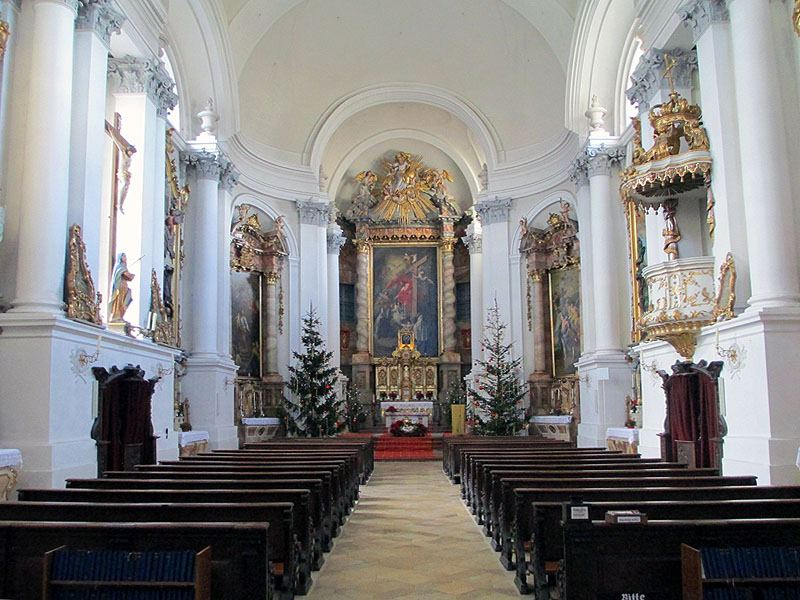
Innenansicht der Klosterkirche

Das Kloster Reisach war bis 2019 ein Kloster der Unbeschuhten Karmeliten in der Gemeinde Oberaudorf nahe Niederaudorf in Bayern in der Erzdiözese München und Freising.

## Geschichte
Das St. Theresa geweihte Kloster wurde 1731 durch Johann Georg von Messerer, einem kurfürstlich-bayerischen Hofkammerrat, unter dem Namen Kloster Urfahrn gegründet. Es wurde nach Plänen des Münchner Hofbaumeisters Johann Baptist Gunetzrhainer 1737 bis 1747 durch Abraham Millauer und dessen Sohn Philipp erbaut. Die Ausstattung der Kirche stammt vom Münchener Hofmaler Balthasar Augustin Albrecht. Das Kloster wurde 1802 im Zuge der bayerischen Säkularisation aufgelöst. Es wurde zum Aussterbekloster der übrigen aufgehobenen Karmelitenklöster bestimmt.  
1836/37 wurde es unter dem Namen Kloster Reisach auf Anordnung König Ludwigs I. durch Karmeliten aus Würzburg wiedererrichtet. 1851 wurde das Vikariat zum Priorat erhoben und das Noviziat der Bayerischen Karmelitenordensprovinz in Reisach eingerichtet. 
Das Kloster wurde ab 2012 von polnischen Karmeliten betreut und bis Ende 2019 aufgelöst; die Ordensleute wurden in die Heimat des Ordens nach Polen abgezogen. Der Besitz an Gebäuden und Grundstücken ging zurück an den Freistaat Bayern, nachdem das Erzbistum München und Freising kein Interesse gezeigt hatte. Über eine weitere Nutzung ist aktuell (Stand Mai 2021) noch nicht entschieden.
Das Kloster war Ort für die Dreharbeiten des ARD-Tatorts Wunder gibt es immer wieder, der am Sonntag, 19. Dezember 2021, im Ersten Programm erstmals ausgestrahlt wurde. Die Dreharbeiten fanden laut Bayerischem Rundfunk im Juli 2021 statt.

## Baubeschreibung
Das Karmelitenkloster ist in der Denkmalliste für Oberaudorf beim Bayerischen Landesamt für Denkmalpflege folgendermaßen beschrieben:
- Vierseitanlage mit nach Süden gerichteter Kirche und nordwestlich anschließenden hakenförmigen Klostertrakten, gegründet 1731
- Klosterkirche St. Therese und Johannes vom Kreuz, Saalbau mit Walmdach, Nordwestturm mit Welscher Haube und Putzgliederungen, barock, 1737–39 durch Abraham Millauer nach Plänen Ignaz Anton Gunetzrhainers, 1757 Turm; mit Ausstattung
- dreigeschossige und erdgeschossige Konventtrakte mit Walmdächern und teilweise Eckquaderung, 1732–46 durch Abraham Millauer nach Plänen Ignaz Anton Gunetzrhainers;
- Einfriedungsmauern, 1. Hälfte 18. Jahrhundert
- Klostergarten
- Gartenpavillon, Zentralbau mit Zeltdach, 2. Viertel 18. Jahrhundert
- Brunnen, gusseisernes rundes Wasserbecken mit zentraler Säule und bronzener Madonnenskulptur, Ende 19. Jahrhundert

## Sehenswürdigkeiten
Die Barock-Krippe in der Karmeliterkirche zählt zu den qualitätsvollsten Kirchenkrippen im oberbayerischen Raum und stammt aus der zweiten Hälfte des 18. Jahrhunderts.
Die großen Reliefbilder aus Holz an den Seitenaltären sind in ihrer Art einzig.
Die Orgel wurde 1981 als Opus 50 von Georg Jann erbaut. Sie umfasst 24 Register, welche auf zwei Manuale und Pedal verteilt sind. Das Gehäuse des rein mechanischen Instrumentes wurde in neuzeitlicher Formensprache gestaltet. Sie ersetzt ein Werk von Josef Hackl aus dem Jahr 1910 mit historisierender Formensprache.

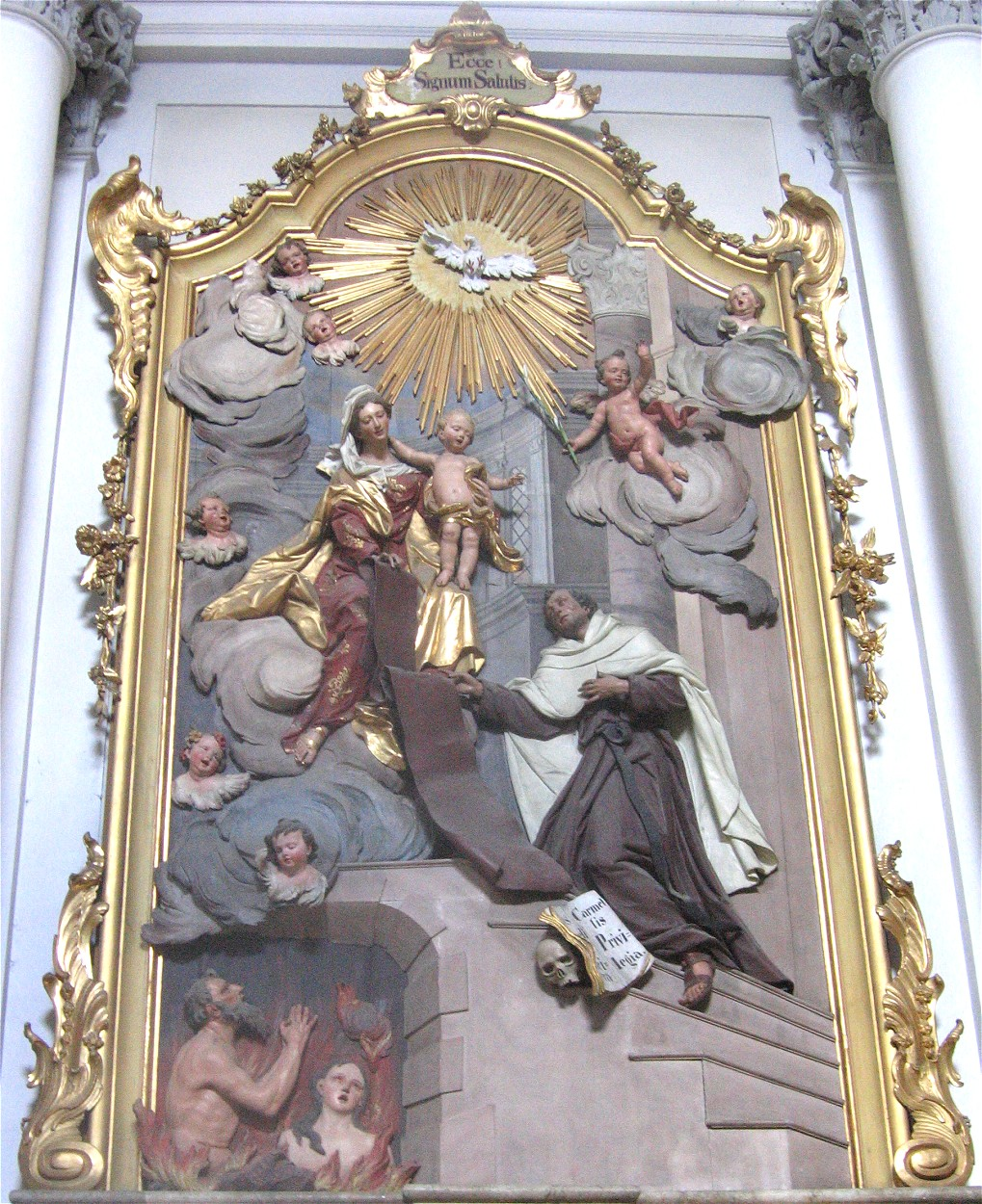
Skapulieraltar von J. B. Straub
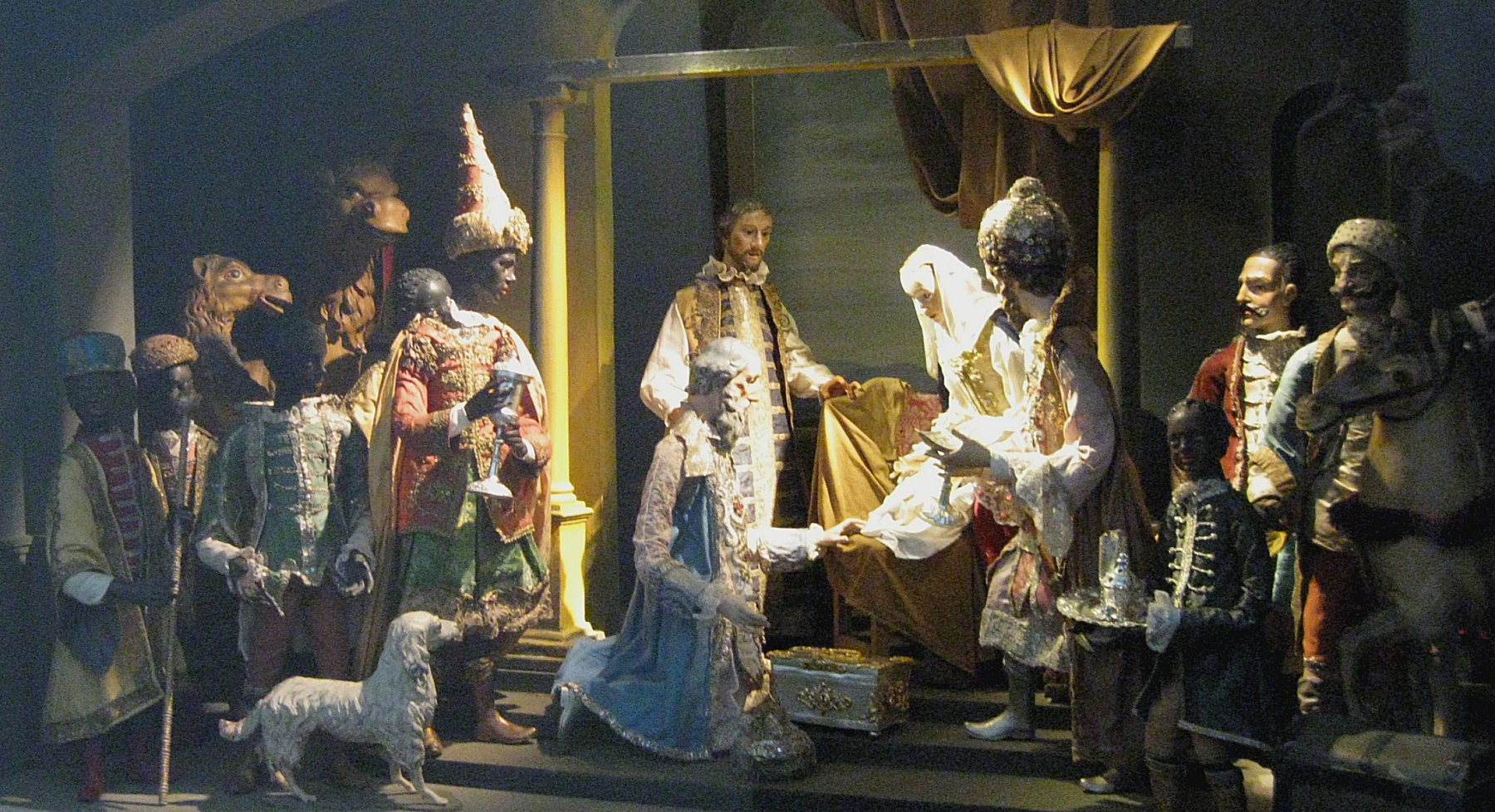
Barock-Krippe